# Malcolm Cazalon
Malcolm Cazalon, né le 27 août 2001 à Roanne dans la Loire, est un joueur français de basket-ball évoluant aux postes d'arrière et d'ailier.

## Biographie

### Débuts dans le basket-ball
Fils de Laurent Cazalon , Malcolm Cazalon naît à Roanne. Il joue d'abord à l'AS Roanne puis intègre les catégories jeunes de la Chorale Roanne Basket. 
En avril 2016, il est sélectionné pour intégrer le Centre fédéral de basket-ball. Mais, il opte pour le centre de formation de l'ASVEL Lyon-Villeurbanne avec lequel il signe quelques semaines plus tard. Il y joue deux saisons durant lesquelles il évolue à la fois avec les cadets France et les Espoirs Pro A,.

### Premier contrat professionnel à Bourg-en-Bresse (2018-2020)
En août 2018, il signe pour trois saisons à la JL Bourg-en-Bresse. Peu en vue en Jeep Élite, il ne joue que 4 minutes par match en moyenne en championnat de France en 17 rencontres.
Il est prêté aux Leuven Bears en Belgique pour la saison 2019-2020 afin d'avoir plus de temps de jeu. Le 4 mars 2020, la JL Bourg-en-Bresse annonce que les deux parties ont rompu le contrat qui les unissait.

### Signature en Serbie au KK Mega Basket (2020-2023)
Le 11 mars 2020, il signe officiellement en faveur du KK Mega Basket.
Pour les drafts NBA 2021 et 2022, il annonce s'y présenter plusieurs mois en amont avant de retirer son nom à chaque fois à quelques jours de l'événement.

### Passage en NBA (2023-2024)
Bien que non drafté quelques jours auparavant, il signe un contrat two-way avec les Pistons de Détroit début juillet 2023. Cazalon est licencié par les Pistons en février 2024. Il a joué une seule recontre avec les Pistons, ne marquant aucun point.
Peu de temps après, il s'engage en NBA G League en faveur des Knicks de Westchester.

### Équipes de France

#### Jeunes
Malcolm Cazalon est vice-champion du monde U17 en 2018 aux côtés de Killian Hayes et Théo Maledon. Durant ce tournoi, il inscrit en moyenne 16,4 points par match, ce qui fait de lui le meilleur marqueur tricolore de la compétition.
En 2019, il prend part au championnat d'Europe U18. L'Équipe de France échoue à la cinquième position et Malcolm Cazalon termine second meilleur marqueur des Bleuets (11,4 unités en moyenne) derrière Moussa Diabaté.

#### Senior
En novembre 2022, Cazalon est appelé pour la première fois en équipe de France A. Néanmoins, tout comme Bodian Massa, il n'est pas sélectionné pour être présent sur les feuilles de match des rencontres face à la Lituanie et la Bosnie-Herzégovine.
En janvier 2023, il est à nouveau convoqué en équipe de France pour préparer les deux dernières rencontres de qualification à la Coupe du monde 2023 qui ont lieu en février 2023.

## Palmarès et distinctions individuelles

### En sélection nationale
- Vice-champion du monde U17 en 2018 en Argentine.